# アウローラ (ベーメ)
『アウローラ』（原題：Aurora, oder, Morgenröte im Aufgang）は、ドイツの神秘思想家ヤーコプ・ベーメの最初の著作である。

## 概要
アウローラはラテン語で暁の意。
神のうちなる自然としての「底なし」（Ungrund：「無底」とも訳される）からの神と外的世界、神性としての底なしが外的自然において取る7つの質、アダムの堕罪による原罪、「死」が、キリストの受難によって贖われ滅ぼされ、キリストへのゆだねによって人間が脱落した本来的な天的秩序に回復する可能性を叙述する。
1612年に脱稿して手稿および筆写本の形で流布したが、ベーメの死後に印刷本として公刊された。

## 日本語訳
- 征矢野晃雄訳『黎明』（哲學名著叢書）、大村書店、1921年（復刻版：牧神社、1976年）
- 薗田坦訳『アウローラ：明け初める東天の紅』（ドイツ神秘主義叢書8）、創文社、2000年、ISBN 4423396092